# Vicci Martinez
Vicci Martinez (née le 21 septembre 1984) est une autrice-compositrice-interprète et actrice américaine originaire de Tacoma. En 2011, elle est troisième de l'émission The Voice. En 2012, elle sort son premier album avec Republic Records, en 2015, elle sort un album auto-édité, et en 2018, elle joue le rôle de Daddy dans la série Orange Is the New Black.

## Biographie
Martinez est la fille d'un plombier mexicain et d'une enseignante d'anglais. Elle étudie d'abord à Stadium High School à Tacoma, dans l'État de Washington.
À 16 ans, elle joue dans ses premiers concerts. Elle compose et joue de la musique de rock acoustique dont les paroles sont souvent autobiographiques.
En 2005, elle publie l'album On My Way, puis elle fait une tournée et lance un DVD de concert assorti d'un documentaire intitulé Vicci Martinez Live. Le DVD reçoit un accueil critique favorable. Elle sort ensuite un CD live enregistré dans la salle de concert Jazzbones à Tacoma.
Elle se qualifie pour le deuxième tour d'auditions de la première saison d'American Idol mais refuse de s'y rendre, trouvant le contrat trop restrictif. En 2003, elle participe à Star Search.
En 2011, elle participe à l'émission The Voice. Le magazine Billboard la présente comme favorite de l'émission. Elle remporte le concours dans l'équipe de Cee Lo Green et finit troisième du classement général. En mai 2012, elle sort un single intitulé Come Along puis un album, Vicci, le 19 juin avec Universal Republic. En 2012, la chanson Come Along, une reprise d'un single de Titiyo en partenariat avec Cee Lo Green, est top 20 dans les charts d'Europe centrale mais ne sort ni aux États-Unis, ni en Europe de l'Ouest. 
Le 1er mai 2015, Martinez sort un album auto-édité, I Am Vicci Martinez.
En 2018, Martinez joue la prisonnière Daddy au cours de la saison 6 de la série Netflix Orange Is the New Black.

## Vie privée
En juillet 2018, elle confirme être en couple avec l'actrice d'Orange is the New Black, Emily Tarver,.

## Discographie

### Albums
- 2000 : VMB
- 2003 : Sleep to Dream
- 2005 : On My Way
- 2006 : Vicci Martinez Live
- 2007 : I Could Be a Boxer
- 2009 : From the Outside In
- 2010 : I Love You in the Morning
- 2011 : Live From Jazzbones
- 2012 : Vicci (Universal Republic)
- 2015 : I Am Vicci

### EP's
- 2012 : Come Along (Universal Republic)
- 2015 : I Am

### Singles
| Title                                         | Année | Meilleur classement | Meilleur classement | Album                 |
| Title                                         | Année | US                  | CAN                 | Album                 |
| --------------------------------------------- | ----- | ------------------- | ------------------- | --------------------- |
| Jolene                                        | 2011  | 76                  | —                   | extraits de The Voice |
| Dog Days Are Over                             | 2011  | 68                  | —                   | extraits de The Voice |
| Love is a Battlefield (featuring CeeLo Green) | 2011  | 102                 | —                   | extraits de The Voice |
| Afraid to Sleep                               | 2011  | 78                  | 26                  | extraits de The Voice |
| Come Along (featuring Cee Lo Green)           | 2012  | —                   | —                   | Vicci                 |
| I Can Love                                    | 2013  | —                   | —                   | Vicci                 |
| Otra cancion                                  | 2014  | —                   | —                   | I Am Vicci            |

## Filmographie
| Année     | Titre                   | Rôle  | Remarques                    |
| --------- | ----------------------- | ----- | ---------------------------- |
| 2018-2019 | Orange Is the New Black | Daddy | rôle récurrent - 12 épisodes |